# 外国人指紋押捺拒否事件
外国人指紋押捺拒否事件（がいこくじんしもんおうなつきょひじけん）は、外国人指紋押捺制度が日本国憲法に違反するかが争われた裁判。

## 概要
1981年11月に日系アメリカ人宣教師が新規の外国人登録申請を行った際に外国人登録原票、登録証明書及び指紋原紙2葉に指紋の押捺をしなかったため、外国人登録法違反で起訴された。
裁判では被告は外国人指紋押捺制度は日本国憲法第13条や日本国憲法第14条に違反すると主張したが、1986年4月24日に神戸地裁は外国人指紋押捺制度を合憲とした上で被告に罰金1万円を言い渡した。1990年6月19日に大阪高裁は控訴を棄却した。被告は上告した。
1995年12月15日に最高裁は以下の判旨によって上告を棄却した。
- 指紋は、指先の紋様であり、それ自体では個人の私生活や人格、思想、信条、良心等個人の内心に関する情報となるものではないが、性質上万人不同性、終生不変性をもつので、採取された指紋の利用方法次第では個人の私生活あるいはプライバシーが侵害される危険性があり、指紋押捺制度は国民の私生活上の自由と密接な関連をもつ。
- 日本国憲法第13条によって、個人の私生活上の自由の一つとして、何人もみだりに指紋の押捺を強制されない自由を有するものというべきであり、国家機関が正当な理由もなく指紋の押捺を強制することは許されず、何人もみだりに指紋の押捺を強制されない自由は日本に在留する外国人にも等しく及ぶと解されるが、公共の福祉のため必要がある場合には相当の制限を受ける。
- 外国人指紋押捺制度は「日本に在留する外国人の登録を実施することによって外国人の居住関係及び身分関係を明確ならしめ、もって在留外国人の公正な管理に資する」という目的を達成するため、戸籍制度のない外国人の人物特定につき最も確実な制度として制定されたもので、その立法目的には十分な合理性があり、かつ、必要性も肯定できるものである。当時は押捺義務が3年に1度で、押捺対象指紋も一指のみであり、加えて、その強制も罰則による間接強制にとどまるものであって、精神的、肉体的に過度の苦痛を伴うものとまではいえず、方法としても、一般的に許容される限度を超えない相当なものであった。
- 外国人指紋押捺制度は目的、必要性、相当性が認められ、戸籍制度のない外国人については、日本人とは社会的事実関係上の差異があって、その取扱いの差異には合理的根拠があるので、日本国憲法第14条に違反するものではない。
- 指紋はそれ自体では思想、良心等個人の内心に関する情報となるものではないし、外国人指紋押捺制度の目的も外国人の思想、良心の自由を害するものとは認められない。

外国人指紋押捺制度については下級審で多くの判決が出ていたが、1987年の法改正で不処罰となった2回目以降の指紋押捺に関する事件で係争中の案件は1989年に昭和天皇崩御に伴う恩赦によって大赦による免訴となったことで、大赦の対象とならなかった新規（第1回目）の指紋押捺拒否に関する事件として、本件が外国人指紋押捺制度の合憲性について初めて最高裁の見解が示される判決となった。